# نبرد کانای
نبرد کانای (انگلیسی: Battle of Cannae) یک نبرد بزرگ از دومین جنگ کارتاژ می‌باشد که در روز دوم اوت ۲۱۶ قبل از میلاد در پولیا، جنوب شرق ایتالیا رخ داد، ارتش کارتاژ، تحت فرماندهی هانیبال توانست به شکلی قاطع، ارتش روم به رهبری لوسیوس آمیلیوس پائولوس و گایوس را شکست دهد، این نبرد دو وجه عمده دارد که یکی از آنها نمایش بزرگترین شاهکارهای تاکتیکی در تاریخ نظامی و دیگری، به عنوان یکی از بدترین شکست‌ها در تاریخ روم می‌باشد
پس از التیام زخم‌های شکست در نبرد تربیا در سال ۲۱۸ قبل از میلاد و همچنین نبرد دریاچه تراسی‌منا در سال ۲۱۷ قبل از میلاد، رومیان تصمیم گرفتند تا هانیبال را در کانای زمین‌گیر کنند، با حدود ۸۶۰۰۰ سرباز رومی که مشارکت متحدین خودشان را نیز به همراه داشتند، رومی‌ها، پیاده‌نظام سنگین‌اسلحه و در حقیقت، کامل‌ترین آن را در قالب عمیق‌ترین حد معمول همیشگی تجمیع کردند در حالی که هانیبال در آن زمان از تاکتیک مشهور به حرکت گازانبری، یا به تعبیر دیگر، دو پوششی استفاده می‌کرد، این تاکتیک آنچنان مؤثر بود که نیروی رومیان را تقریباً در نبردهای پیش از آن به شکل کامل شکست داده بود، متعاقب شکست در کاپوآ و چند دولت‌شهر دیگر ایتالیایی که از جمهوری روم به کارتاژ پناهنده شده بودند.

## پس‌زمینهٔ تاکتیکی
مدت زمان کوتاهی پس از شروع دومین جنگ کارتاژی، هانیبال، ژنرال کارتاژ، با عبور کردن از کوه‌های پیرنه و آلپ در طول تابستان و اوایل پاییز وارد ایتالیا شد، او به سرعت پیروزی‌های چندی را از جمله در تربیا و نبرد دریاچهٔ تراسی‌منا مقابل رومیان به دست آورد، پس از این ضرر و زیان، رومی‌ها فابیوس ماکسیموس را به عنوان دیکتاتور روم در جهت مقابله با این تهدیدات منصوب کردند: 22.8 . فابیوس در جهت قطع خطوط تاکتیکی و پشتیبانی هانیبال و همین‌طور جلوگیری از نبرد تن‌به‌تن، به جنگ فرسایشی دست زد، این تاکتیکی بود که با روح و غرور سربازان رومی منافات داشت، همان سربازانی که به خاطر پیروزی‌های اخیر هانیبال در شوک قرار داشتند و شروع به پرسش‌هایی در مورد استراتژی فابیان نمودند چرا که فکر می‌کردند این استراتژی به هانیبال فرصت دوباره‌ای در جهت بازیابی نیروهایش خواهد داد. اغلب رومیان مشتاق به دیدن یک نتیجهٔ قاطع و سریع در جنگ بودند چرا که بیم آن می‌رفت که اگر هانیبال همچنان به غارتگری‌هایش در ایتالیا ادامه دهد، متحدان روم در جهت استقلال از رومیان طرف کارتاژ را بگیرند: 21.19 .
با توجه به وقایع پیش‌آمده، فابیوس به پایان دورهٔ فرماندهی‌اش نزدیک شد، مجلس سنا دیگر علاقه‌ای به تمدید قدرت دیکتاتوری‌اش نداشت، و فرمان کنسولی به نام نیوس سرویلیوس جمینس و مارکوس آتیلیوس رگولوس امضا شد، در سال ۲۱۶ پیش از میلاد، هنگامی که انتخابات از سر گرفته شد، گایوس ترنتیوس وارو و لوسیوس آمیلیوس پائولوس به عنوان کنسول روم انتخاب شدند، و دستور داده شد تا ارتش تازه و بی‌سابقه‌ای که تا آن زمان در تاریخ روم دیده نشده بود در جهت تقابل با هانیبال فراهم گردد، پولیبیوس در این مورد نوشته: مجلس سنا اختیار تعیین هشت لژیون رومی را صادر کرد، چیزی که تا آن زمان در تاریخ روم دیده نشده بود، هر لژیون متشکل می‌شد از ۵۰۰۰ مرد جنگی بعلاوهٔ متحدین روم، به همراه یک کنسول در ازای هر دو لژیون به همراه ارتشی از متحدین روم و این در حالی بود که به ندرت تا قبل از آن پیش آمده بود که در یک نبرد از ۴ لژیون استفاده شده باشد اما ترس از هانیبال و موفقیت‌هایش باعث شده بود تا چنین تصمیم بگیرند و ۸ لژیون را به نبرد اعزام کنند - پولیبیوس، تاریخ پولیبیوس

### برآورد تعداد سربازان رومی
روم مشغول تجهیز چهار لژیون با تعداد ۴۰۰۰ سرباز پیاده‌نظام و ۲۰۰ سواره‌نظام در هر سال شد، با درک این موضع که اکنون کارتاژ به عنوان یک تهدید واقعی تلقی می‌گردید، برای اولین بار، مجلس سنا دستور تشکیل ۸ سپاه لژیون متشکل از ۵۰۰۰ پیاده‌نظام و سیصد سواره‌نظام در ازای هر لژیون به همراه نیروهای متفقین با همان مقدار از سربازان پیاده و ۹۰۰ سواره‌نظام در ازای هر لژیون در سپاه را صادر کرد که در حقیقت سه برابر لژیون‌ها بود ۸ لژیون، که به گفتهٔ برخی شامل ۴۰۰۰۰ سرباز رومی و در حدود ۲۴۰۰ سواره‌نظام بود، تشکیل دهندهٔ این ارتش عظیم بود، با این حال برخی از مورخین گفته‌اند که ارتش روم متشکل از ۹۰۰۰۰ سرباز بوده که به احتمال بسیار زیاد به دور از واقعیت است، استدلال آنها هم چنین است که روم احتمالاً دارای ۴۸۰۰۰ سرباز و ۶۰۰۰ سواره‌نظام در برابر ۳۵۰۰۰ سرباز هانیبال و ۱۰۰۰۰ سواره‌نظامش بوده‌است، لیوی به نقل از یک منبع بیان کرده‌است که رومی‌ها تنها در حدود ۱۰۰۰۰ نیرو را به سپاه خود افزودند: 22.36  و این در حالی است که هیچ تعداد قطعی از میزان واقعی سپاه روم در دست نیست اما تمام منابع موجود متفق‌القول هستند که کارتاژی‌ها با سپاهی بسیار بزرگ‌تر از نیروی خود مواجه گشتند.

## فرماندهی روم
کنسول‌ها هر کدام دو لژیون از چهار لژیون را تحت فرمان داشتند که این امر یعنی به‌کارگیری هر چهار سپاه در یک زمان با همان انتساب تقریباً به ندرت اتفاق افتاده بود، با این حال سنا از ترس یک تهدید واقعی به استفاده از چهار لژیون بسنده نکرد و هر هشت لژیون به اتفاق متحدین را تجهیز کرد، به‌طور معمول، هر یک از دو کنسول منتخب، بخش تحت امر خودش را فرماندهی می‌کرد، اما از آنجایی که دو ارتش تحت امر کنسول‌ها با یکدیگر ترکیب می‌شدند قانون روم بنا بر طبق نیاز فرمان خود را به صورت روزانه ارائه می‌داد و سلسله مراتب سنتی روم این امکان را می‌داد که فرامینش در روز نبرد تبیین و ارائه شوند هر چند در کنار اینها سایهٔ سنگین شکست بر دوش فرماندهان نیز سنگینی می‌کرد
با همهٔ اینها، اصل این قوانین به نظر می‌رسد حاوی منابع اغراق‌آمیزی باشد، وارو، می‌توانست به مثابهٔ یک بز طلیعه باشد که پیشکش اشراف می‌گردید، وارو فاقد دستاویزهای قدرتمندی بود که سلف او یعنی پائولوس دارای آنها بود، دستاویزهایی همچون اقتدار و خوشنامی بدست آمده در نتیجهٔ محافظت از شهرت و اعتبار، پائولوس پدربزرگ اسکیپیو امیلیانوس بود که از حامیان پولیبیوس شمرده می‌شد.

## پیش‌درآمد

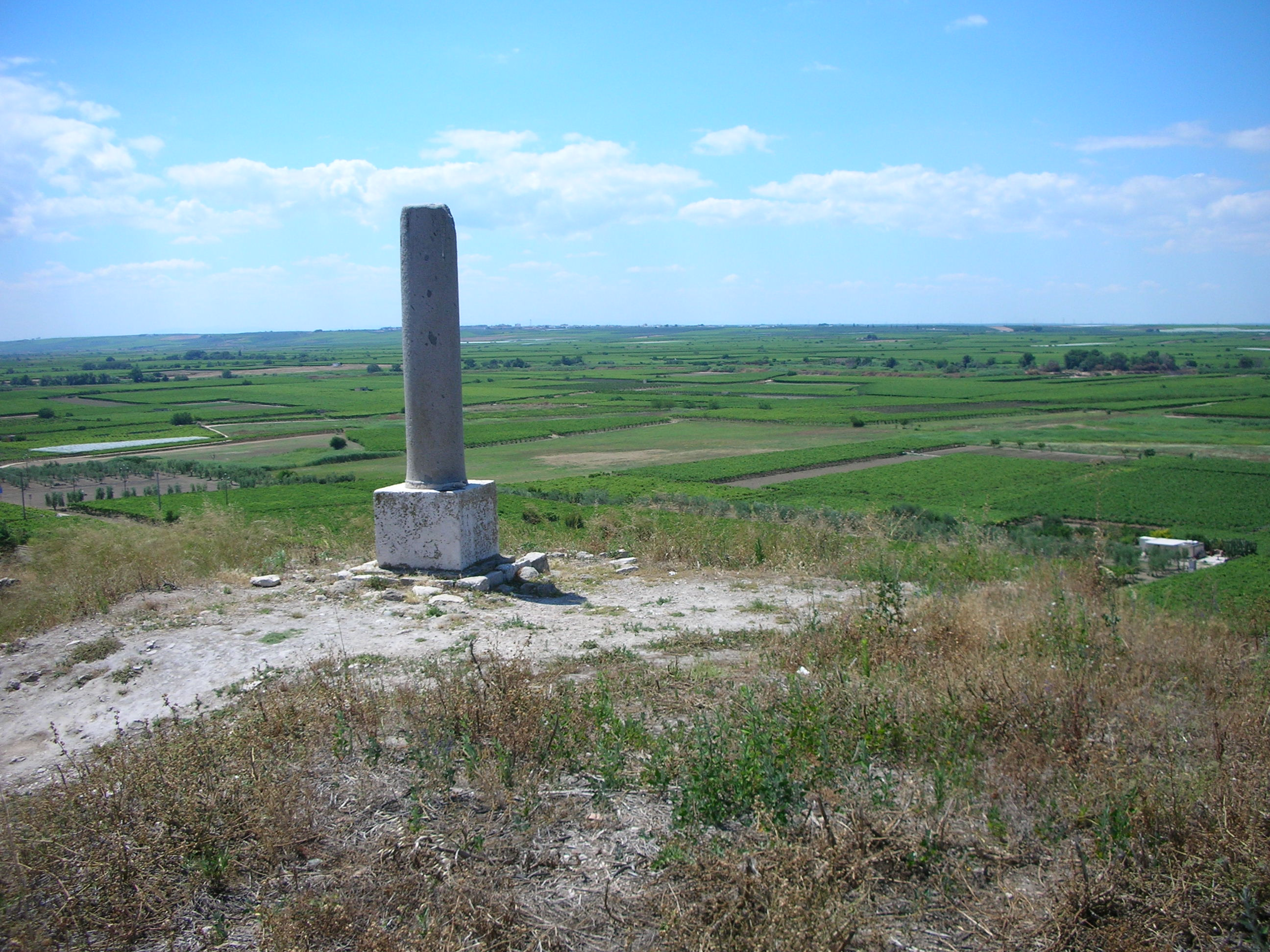
ستون یادبود نصب شده در مکان وقوع نبرد کانای

در بهار سال ۲۱۶ پیش از میلاد، هانیبال با یک ابتکار حساب شده توانست یک انبار آذوقهٔ بزرگ سپاه را در کانای و دشت آپولیان به چنگ آورد که این حرکت باعث شد تا مابین ارتش روم و انبار حیاتی ذخیرهٔ آنها قرار بگیرد، هانیبال به تازگی نیروهای کمکی خودش را بازیافته بود و برای تجهیز کامل آنها نیاز مبرم به تسلیحات مناسب در جهت اقدام علیه شهر کانای داشت، همان‌طور که پولیبوس اشاره کرده: تسخیر کانای، باعث اغتشاشی بزرگ در ارتش روم می‌گردید، و این موضوع نه تنها از دست دادن یک مکان مهم دیگر بود، بلکه از دست دادن منابع مورد نیازشان می‌توانست باعث فرومایگی و پریشان‌حالی آنها گردد و حقیقت اینکه موضوع اصلی محاصرهٔ تاکتیکی این بخش بود، کنسول‌ها، در جهت به سرانجام رساندن موضوع تقابل با هانیبال، در سمت جنوب به راهپیمایی پرداختند، پس از دو روز راه‌پیمایی نظامی، آنها هانیبال و سپاهش را در ساحل سمت چپ رودخانه اوفیدوس یافتند و در حدود ۶ مایل (۱۰ کیلومتر) دورتر اتراق کردند
بنا بر گزارش‌های موجود، یک افسر کارتاژی موسوم به گیسگو با دیدن ارتش عظیم روم شگفت زده شد و هانیبال در قبال این شگفت وی گفت، یک چیزی وجود دارد که باعث از بین رفتن توجه و شگفت شما از بابت این موضوع می‌گردد و آن هم این است که اگر چه لشکر آنها بسیار عظیم و بزرگ است اما در تمامی این لشکر یک نفر مثل شما که بتوان گیسگو صدایش کرد وجود ندارد.
وارو، یکی از فرمانده‌های اصلی سپاه روم، نخستین فرامینش را در روز نخست صادر کرد در حالی که با توجه به منابع موجود لبریز از غرور و تکبر بود و همین‌طور عزمی راسخ حاکی از شکست هانیبال و ارتش کارتاژ در او دیده می‌شد، او سپاه روم را به نزدیکی کانای هدایت کرد، یک بخش کوچک از ارتش هانیبال به آنها کمین زد،ولی ارتش روم موفق به دفع این کمین و حمله گردید و به مسیر خودش به سمت کانای ادامه داد، این زد و خورد کوچک هر چند دارای یک اهمیت و ارزش استراتژیک پایدار نبود ولی تا حد زیادی باعث تقویت اعتماد به نفس ارتش روم شد و شاید بتوان گفت وارو این موفقیت را بسیار بزرگ شمرده بود، برخلاف او، پائولوس از دید دیگری به قضایا می‌نگریست و چشم به راه شکل‌گیری وقایع پیش رو بود، پائولوس بسیار محتاط‌تر بود و به اعتقاد خودش مبارزه در زمینی باز با وجود قدرت عددی رومیان اشتباهی بزرگ است چرا که به خوبی می‌دانست که هانیبال توانایی استفاده از سواره‌نظامش را در هر دو زمینهٔ (کیفیت و کمیت) دارد، با وجود این ایده پائولوس هم از روی جهل دچار اشتباه شد، ارتش پس از موفقیت اولیه در همان منطقه اردو زد، دو سوم ارتش در قسمت شرق رودخانه اوفیدوس استقرار یافت با هدف ارسال باقی‌مانده ارتش به طرف مقابل در جهت تحکیم و تقویت نیرو و ایجاد اردوگاه دوم، هدف از این اردوگاه دوم در اصل جهت پوشش قرار دادن نیروهای پیش‌قراول برای جستجوی غذا از کمپ اصلی و مورد آزار و اذیت قرار دادن نیروهای گشت دشمن بود
دو ارتش در محل مربوطه برای مدت دو روز باقی ماندند، در روز دوم اوت، هانیبال، آگاه شد که وارو در فرمانی که روز بعدش صادر کرد، در سمت چپ اردوگاه مایل بود که جنگ را آغاز کند اما پائولوس خودداری کرد، هنگامی که درخواست او رد شد، هانیبال به سرعت فهمید که موضوع آب و دسترسی به آن یک موضوع حیاتی برای ارتش روم تلقی می‌شود و به همین دلیل به سواره‌نظام خود دستور داد تا با حملهٔ مستقیم به اردوگاه کوچکتر روم اقدام به آزار و اذیت آنها بنمایند، سربازانی که در خارج از اردوگاه اصلی و بدون استحکامات مناسب به سر می‌بردند آمادگی چنین تهاجمی را نداشتند، با توجه به گفتهٔ پولیبیوس، سواره‌نظام هانیبال شجاعانه به لبهٔ دوم اردوگاه روم حمله کردند و سبب ویرانی آنجا گشتند و به‌طور کامل باعث اخلال در تأمین آب آشامیدنی ارتش روم شدند

## نبرد

مرحله اول جنگ.

مرحله دوم جنگ.

در منطقه کانای واقع در ناحیه کاپوآ، ارتش هانیبال در مقابل سپاهی از رومیان آماده قرار گرفت که فرماندهی آنها بر عهده دو ژنرال به نام‌های لوسیوس آمالیوس و کایوس ترنتیوس وارو بود. تعداد نیروهای هانیبال به مراتب کمتر از رومی‌ها بود اما ژنرال کارتاژی نقطه ضعف ژنرال‌های رومی را می‌دانست. هانیبال همواره پیش از آغاز نبرد، دربارهٔ روحیات و ویژگی‌های فرماندهان دشمن تحقیق می‌کرد. او در روز نبرد به خوبی می‌دانست که کایوس ترنتیوس علاقه زیادی به درگیری مستقیم با دشمن دارد.
هانیبال صفوف نیروهای تحت فرمان خود را به شکل هلال درآورد. سواره نظام سبک گل‌ها (قومی در فرانسهٔ آن زمان) در خط مقدم نیروها و پشت سر آنها نیز پیاده‌نظام سنگین قرار داشت. جناحین این هلال را نیز سواره نظام سنگین پر کرده بود. ترنتیوس رومی که تصور می‌کرد با لژیون‌های تحت فرمانش می‌تواند این هلال را بشکند، به قلب صفوف دشمن یورش برد. این همان چیزی بود که هانیبال انتظارش را داشت. هنگامی که پیشروی رومی‌ها به داخل هلال آغاز شد، پیاده‌نظام کارتاژ به سوی پشت خطوط عقب‌نشینی کرد. این‌طور به نظر می‌رسید که ترنتیوس در پیشبرد نقشهٔ خود، موفق عمل کرده‌است؛ اما واقعیت کاملاً متفاوت بود. به موازات عقب‌نشینی پیاده‌نظام کارتاژ، جناحین ارتش هانیبال -که متشکل از سواره نظام سنگین بود- به سوی رومیان پیشروی کرد. دیری نپایید که ترنتیوس متوجه اشتباه مرگبار خود شد. هلال ارتش کارتاژ بسته شده بود و رومی‌ها از هر سو در محاصرهٔ دشمن قرار گرفتند.

### لشکرها
آمار و ارقام برای نیروهای درگیر در جنگ‌های باستانی اغلب غیرقابل اعتماد هستند و نبرد کانای نیز از موضوع مستثنی نیست، آمار و ارقام باید با احتیاط برآورد شود منجمله از طرف نیروهای کارتاژی، ارتش کارتاژ ترکیبی از رزمندگان متعدد از مناطق مختلف بود و شمارهٔ آنها ممکن است بین ۴۰۰۰۰ تا ۵۰۰۰۰ شماره در نوسان باشد، در قلب سپاه کارتاژ ۸۰۰۰ سرباز لیبیای باستان قرار داشت، و همین‌طور ۸۰۰۰ نفر از ایبریایی‌ها یا همان ساکنین شبه جزیرهٔ ایبریا، ۱۶۰۰۰ نفر از گل‌ها که حدود ۸۰۰۰ نفر از آنها در روز شروع نبرد اردوگاه را ترک کردند، و در حدود ۵۵۰۰ سرباز پیاده‌نظام گایتیلی، سواره‌نظام هانیبال نیز دارای پیشینه‌های گوناگونی بودند، هانیبال، ۴۰۰۰ نومیدیایی، ۲۰۰۰ سرباز ایبریایی، ۴۰۰۰ سرباز گالیک و ۴۵۰ سواره‌نظام از فنیقی‌ها را رهبری می‌کرد، در نهایت، او حدود ۸۰۰۰ پیاده‌نظام مقدم بالئاری و مخلوطی از ملیت‌های گوناگون پیاده‌نظام در اختیار داشت، عامل اصلی متحد شدن نیروهای کارتاژ اعطای شخصیت اختصاصی هر گروه توسط هانیبال بود،
نیروی روم بالغ بر ۷۹۰۰۰ نیروی جنگی بود که ۶۳۰۰۰ تای آنها پیاده‌نظام و حدود ۶۰۰۰ تای آنها را سواره‌نظام تشکیل می‌داد، به علاوه، در دو اردوگاه غنی شدهٔ جداگانه، نیروهای ویژه‌ای قرار داشتند از جمله در یکی از این اردوگاه‌ها در حدود ۲۶۰۰ سرباز مسلح سنگین اسلحه و ۷۴۰۰ نیروی سبک وجود داشت.

### تجهیزات
نقاط قوت روم در این نبرد، تجهیزات مورد استفادهٔ آنها بود از جمله پیلوم سنگین، و هاستا (نیزه) رومی به همراه سلاح‌های سنتی و همیشگی لژیون‌های رومی همانند کلاه، سپر، و زره بدن.